# Malaysia Super 100
Das Malaysia Super 100 (auch Malaysia Masters Super 100 oder KL Masters genannt) ist eine offene internationale Meisterschaft von Malaysia im Badminton. Das Turnier wurde erstmals 2023 ausgetragen und hat den BWF-Status einer BWF Tour Super 100.

## Die Sieger
| Saison | Herreneinzel  | Dameneinzel          | Herrendoppel                  | Damendoppel                        | Mixed                            |
| ------ | ------------- | -------------------- | ----------------------------- | ---------------------------------- | -------------------------------- |
| 2023   | Leong Jun Hao | Pitchamon Opatniputh | Chen Cheng-kuan Chen Sheng-fa | Laksika Kanlaha Phataimas Muenwong | Chan Peng Soon Cheah Yee See     |
| 2024   | Chi Yu-jen    | Kaoru Sugiyama       | Low Hang Yee Ng Eng Cheong    | Go Pei Kee Teoh Mei Xing           | Ye Hong-wei Nicole Gonzales Chan |